# Keolis
Keolis – francuskie przedsiębiorstwo transportowe, obecna również na kilkunastu innych rynkach. Według własnych danych, jest największym operatorem zbiorowego transportu publicznego we Francji.

## Działalność
Głównym udziałowcem przedsiębiorstwa jest francuski narodowy przewoźnik kolejowy, Société nationale des chemins de fer français (SNCF), posiadający 56,7% udziałów. Pozostała ich część znajduje się w rękach instytucji finansowych, przede wszystkim Axa Private Equity, Pragma oraz Caisse de dépôt et placement du Québec. Obrót firmy w roku 2009 wyniósł ok. 3,4 miliarda euro, z czego ok. 60% zostało wypracowane we Francji. W tym samym okresie firma przewiozła ok. 2 miliardy pasażerów. Zatrudniała 45,5 tysiąca osób, w tym blisko 30 tysięcy we Francji. Posiadała ok. 160 spółek zależnych.

### Francja
Macierzystym i najważniejszym rynkiem firmy jest Francja, gdzie Keolis uczestniczy w systemach komunikacji publicznej ok. 85 dużych miast i aglomeracji oraz ok. 70 departamentów. Jej flota liczy 12 700 autobusów, pełni również funkcję operatora pięciu sieci tramwajowych i czterech sieci metra. W kilku miastach zarządza także sieciami miejskich, bezpłatnych lub subsydiowanych, wypożyczalni rowerów. Działalność w tym kraju realizowana jest za pośrednictwem ok. 150 podmiotów zależnych.

### Australia
W Australii Keolis obecny jest za pośrednictwem firmy KDR Victoria, w której ma 51% udziałów. Przedsiębiorstwo to jest operatorem sieci tramwajowej w Melbourne, liczącej ok. 500 tramwajów i 249 km torów, z której korzysta ok. 178 milionów pasażerów rocznie.

### Belgia
Działalność grupy na rynku belgijskim skupia się na przewozach autobusowych, prowadzonych pod markami Eurobus Holding (w Walonii) oraz Keolis Vlandeeren (we Flandrii). Obie firmy dysponują łącznie flotą ok. 1900 pojazdów, które pokonują rocznie 70 mln kilometrów.

### Kanada
W Kanadzie Keolis posiada 75% udziałów w Orléans Express, dysponującej flotą 375 autobusów realizujących przewozy głównie w prowincji Quebec.

### Dania
Na rynku duńskim Keolis skupia się na obsłudze połączeń autobusowych w ramach systemów komunikacji miejskiej w czterech aglomeracjach. Przewozy te realizuje firma City-Trafik, w której koncern ma 100% udziałów. Flota City-Trafik to ok. 330 autobusów.

### Niemcy
W Niemczech Keolis obecny jest wyłącznie na obszarze kraju związkowego Nadrenia Północna-Westfalia, gdzie jego spółka zależna Eurobahn jest operatorem czterech linii w ramach zarządzanego przez władze landu systemu kolei regionalnych. Tabor Eurobahn to 61 składów.

### Holandia
W Holandii Keolis współpracuje ściśle z tamtejszym narodowym przewoźnikiem kolejowym, Nederlandse Spoorwegen. Spółka joint venture obu koncernów nosi nazwę Syntus i jest operatorem 33 pociągów oraz 100 autobusów.

### Norwegia
Na rynku norweskim grupę Keolis reprezentuje spółka Fjord1 Partner, w której koncern ma 51% udziałów. Zajmuje się ona obsługą sieci tramwajowej w Bergen, liczącej 12 składów i 10 km torów.

### Portugalia
W Portugalii Keolis jest obecny jako jeden z czterech członków konsorcjum ViaPORTO, które zarządza systemem kolejki miejskiej w Porto. Liczy on 69 stacji, 58 km torów i 102 składy. Jego partnerem w tym przedsięwzięciu jest m.in. brytyjska grupa Arriva.

### Szwecja
Keolis jest właścicielem szwedzkiej firmy Buslink, będącej drugim pod względem wielkości operatorem autobusów miejskich w tym kraju oraz największym tego rodzaju przewoźnikiem obecnym na ulicach Sztokholmu. Firma posiada ponad 1550 autobusów. Do grupy Keolis należy także inne szwedzkie przedsiębiorstwo, Commuter Security Group, specjalizujące się w usługach ochroniarskich dla branży transportowej.

### Wielka Brytania
W Wielkiej Brytanii Keolis pełni funkcję mniejszościowego partnera koncernów brytyjskich w czterech firmach zajmujących się pasażerskimi przewozami kolejowymi. W przypadku London Midland, Southeastern i Southern firma współpracuje z Go-Ahead Group, zaś w First TransPennine Express z FirstGroup.

### Stany Zjednoczone
Keolis zadebiutował na rynku amerykańskim w lipcu 2010 roku, kiedy to rozpoczął realizację kontraktu na obsługę pociągów podmiejskich łączących miejscowości w stanie Wirginia z Waszyngtonem. Linia nosi nazwę Virginia Rail Express, liczy 145 km i jest obsługiwana przez 30 pociągów.